# Siduction
Siduction ist eine auf Debian unstable aufbauende, nicht kommerzielle Linux-Distribution für Desktop-Computer und Notebooks. Siduction ist eine Abspaltung von Aptosid.

## Geschichte
Siduction ist eine Abspaltung von Aptosid. Der Name siduction ist eine Wortkombination aus zwei Begriffen. Dem Wort sid (das ist der Codename von Debian Unstable) und dem englischen Wort seduction was Verführung bedeutet.

## Veröffentlichungen
Bei Siduction handelt es sich durch die Kopplung an Debian sid um ein Rolling Release. Die Veröffentlichung einer neuen Version macht es demnach nicht notwendig das System neu zu installieren, um an aktualisierte Pakete zu gelangen. Stattdessen werden Aktualisierungen regelmäßig durch Updates in das System eingepflegt. Neue Versionen von Siduction sind an wesentliche Neuerungen in Sid oder in den unterstützten Desktop-Umgebungen gekoppelt. Es wird angestrebt, zwischen zwei bis viermal im Jahr eine neue Version von Siduction zu veröffentlichen. Veröffentlichungen erfolgen nicht aufgrund eines festen Zeitplans.
Ab Version 2013.2 setzt Siduction auf systemd als Init-System.
| Version    | Name                                | Datum      | Release Notes |
| ---------- | ----------------------------------- | ---------- | ------------- |
| 2024.1.0   | Shine on …                          | 2024-12-23 | Release Notes |
| 2023.1.0   | Standing on the Shoulders of Giants | 2023-08-16 | Release Notes |
| 2022.1     | Masters of War                      | 2022-12-29 | Release Notes |
| 2021.3.0   | Wintersky                           | 2021-12-24 | Release Notes |
| 2021.2.0   | Farewell                            | 2021-07-28 | Release Notes |
| 2021.1.0   | C-Blues                             | 2021-02-15 | Release Notes |
| 2018.3     | Patience                            | 2018-05-14 | Release Notes |
| 2018.2     | Patience                            | 2018-03-07 | Release Notes |
| 2017.1     | Patience                            | 2017-03-05 | Release Notes |
| 2016.1     | Patience                            | 2016-12-24 | Release Notes |
| 2014.1     | Indian Summer                       | 2014-11-24 | Release Notes |
| 2014.1.0   | siduction LXQt (dev-release)        | 2014-05-10 | Dev Notes     |
| 2013.2.0   | December                            | 2013-12-31 | Release Notes |
| 2013.2.rc1 | December (dev-release)              | 2013-12-23 | Dev Notes     |
| 2013.1.0   | Firestarter                         | 2012-05-20 | Release Notes |
| 2012.2.5   | siduction Gnome (dev-release)       | 2012-12-23 | Dev Notes     |
| 2012.2.0   | Riders on the Storm                 | 2012-12-09 | Release Notes |
| 2012.2.rc2 | Riders on the Storm (dev-release)   | 2012-12-03 | RC Notes      |
| 2012.2.rc1 | Riders on the Storm (dev-release)   | 2012-11-19 | RC Notes      |
| 2012.1.7   | siduction noX (dev-release)         | 2012-10-14 | Dev Notes     |
| 2012.1.1   | Desperado reloaded                  | 2012-06-23 | Release Notes |
| 2012.1.5   | Razor-Qt (dev-release)              | 2012-05-25 | Dev Notes     |
| 2012.1.0   | Desperado                           | 2012-05-21 | Release Notes |
| 2012.1.rc  | Desperado                           | 2012-05-13 | RC Notes      |
| 2011.1.0   | One Step Beyond                     | 2011-12-31 | Release Notes |
| 2011.1.rc1 | One Step Beyond                     | 2011-12-21 | RC Notes      |

| Farbe | Bedeutung                                             |
| ----- | ----------------------------------------------------- |
|       | Zukünftige Version                                    |
|       | Entwicklungsversion                                   |
|       | Version mit Wartung und Unterstützung                 |
|       | Ältere, nicht mehr unterstützte und gewartete Version |